# 一山本大生
一山本 大生（いちやまもと だいき、1993年10月1日 - ）は、北海道岩内郡岩内町出身で、放駒部屋（入門時は二所ノ関部屋）所属の現役大相撲力士。本名は山本 大生（やまもと だいき）。身長188.0cm、体重150.0kg、血液型はB型。最高位は西前頭4枚目（2025年3月場所-）。

## 来歴

### 生い立ち
3人きょうだいの末っ子として生まれ、母親の勧めで岩内町立岩内東小学校2年次から相撲を始めた。他の競技にも取り組もうとしたが長続きせず、母からも「シューズを買うのでお金がかかる。相撲はまわし一本あればできる」と説得されたことから、岩内町立岩内第一中学校進学後も相撲を続けたが、全国中学校相撲選手権大会の北海道予選で矢後に敗れて全国大会進出を逃したため、相撲を続けることを決意した。
高校は兄の後を追って大野農業高校へ進学し、高校総体で32強という成績を残した。夏に中央大学が北海道合宿を行っており、当時中大相撲部に在籍していた同郷の先輩を介して勧誘を受けたことから、高校卒業後は中央大学商学部商業・貿易学科に進学。4年次に全国学生相撲選手権大会で個人16強となった。だが、当時は、学生時代に目立った実績が無いという理由から自信が持てなかったため、大相撲入りは検討しなかった。
大学卒業後は北海道福島町役場に就職し、教育委員会に配属された。公務員になったことは小学校の卒業文集に書いた夢が叶った形でもある。また、町役場に勤務する傍らで、町内の小学校などで相撲の普及に取り組み、横綱千代の山・千代の富士記念館でコーチとして相撲の指導をしていた。2016年の国体では個人16強入りしたが、この成績が不本意なものであったことや、中央大学相撲部OB会長（当時）の元幕下・神光から大相撲へ誘われたことなどから、大相撲への熱意が再燃した。
当時既に23歳と新弟子検査の年齢制限に抵触していたため、本来なら入門が認められないところだが、同年9月に日本相撲協会が、23歳未満という新弟子検査受検の年齢規定に対し、幕下および三段目付出資格基準を満たさなくても、相撲など各競技で実績があると理事会が承認すれば25歳未満まで受検対象に含めることを決定していたため、23歳2ヶ月で新弟子検査を受検することが認められた。一山本は、この制度の適用第1号である。なお、大相撲入門に伴い、町役場は退職した。入門に際して公務員の地位を捨てることに対して母が猛反対していたが、4歳年上の兄の説得によって入門が実現した。

### 大相撲入門後
二所ノ関部屋（師匠・12代二所ノ関）に入門して2017年1月場所で初土俵を踏んだ。初土俵時から名乗る四股名「一山本」は、9画が縁起が良いと大相撲に勧誘した神光が考えて命名したことによる。初めて番付に名前が載った翌3月場所は、7戦全勝で序ノ口優勝とした。序二段と三段目は6勝1敗としてともに1場所で通過し、同年9月場所で幕下に昇進した。新幕下の場所を6勝1敗で勝ち越して以降も勝ち越しを続け、2018年7月場所では十両目前の東幕下3枚目まで番付を上げたが、3勝4敗で初めての負け越しとなった。その後は一度幕下中位まで番付を下げた後に再度番付を上げ、2019年5月場所で再び東幕下3枚目まで番付を上げると、今度は5勝2敗と勝ち越して十両昇進の有力候補になった。場所後の番付編成会議により、翌7月場所での新十両昇進が決定し、年齢制限緩和制度の適用者として初の関取になった。四股名については変えない意向を示している。
新十両となった2019年7月場所と、翌9月場所は9勝6敗で2場所連続で勝ち越した。しかし十両3場所目となった同年11月場所は、初日の取組で左膝を痛めて2日目から自身初めての休場になった。当初提出された診断書には「左膝関節捻挫」と記載されていたが実際には半月板を損傷しており、同場所を最後まで休場しただけでなく、次の2020年1月場所も出場することができなかった。この休場期間中は食べる量を増やして体重の増量を行い、全休した1月場所前から稽古場にも下りて復帰に向けた調整を続けていた。西幕下45枚目に番付を下げた同年3月場所から土俵に復帰し、その場所は5勝2敗の成績で勝ち越した。復帰2場所目の翌7月場所では、元より得意の押し相撲だけでなく、新たに習得した右四つ左上手の形で2番勝つなどして5勝2敗で勝ち越した。その後も勝ち越しを続け、西幕下3枚目で4勝3敗とした2021年1月場所後の番付編成会議で、翌3月場所での7場所ぶりの十両復帰が決定した。十両に復帰した3月場所は10勝5敗、次の場所も10勝5敗と2場所連続で2桁の白星を挙げた。

### 新入幕後
東十両8枚目で10勝と、新入幕には不十分な成績だったが、下位に落ちた力士が多かったこともあり2021年7月場所は東前頭17枚目となり、新弟子検査の年齢制限緩和措置を受けた力士としては史上初の新入幕となった。新入幕に際して行った記者会見では、年始にこの1年間で入幕することを目標として掲げていてそれが達成できたことを明かし、「上がったのがたまたまと言われないように」と新入幕のこの場所では勝ち越しを目標にすると語った。幕内で対戦したい力士としては、レベルが違い過ぎてアマチュア時代は対戦機会が無かった大栄翔の名前を挙げた。
11月場所は十両陥落を喫したが、13勝2敗で自身初の十両優勝を決めた。優勝に際して「（阿炎とは）よく比較されるというか、似ていると言われるので、理想の1つとして持って、自分の違うところも出していきたい」と体格と突き押しのスタイルが似ている阿炎を意識するコメントを残し、翌2022年1月場所中に師匠の二所ノ関が停年を迎える情勢の中で「（師匠に）しっかり勝ち越して褒めてもらえるように一から頑張りたい」と意気込んだ。2022年1月場所は再入幕の西前頭14枚目となった。番付発表と同日に師匠が18代放駒（元関脇・玉乃島）に代替わりしたため、同場所以降は放駒部屋所属になった。
2月4日、協会は一山本が新型コロナウイルスに感染したと発表。
幕尻の西前頭17枚目で迎えた3月場所は、2日目からの5連敗と9日、10日目の連敗により、10日目時点で3勝7敗と後のない状況から、終盤5日間を5連勝し千秋楽で勝ち越し、幕内に踏み留まった。
西前頭15枚目の地位を与えられた5月場所は、10日目に隆の勝と並んでトップタイの2敗に立つ形で勝ち越し。しかし12日目に4敗を喫して優勝争いから事実上脱落。
2022年7月場所より、母校大野農業高校より化粧まわしが提供されより一層意気込んで場所に臨むことができ6勝2敗の好成績で前半を折り返し、後半戦を迎えようとした9日目に師匠の放駒親方が新型コロナウィルス感染となったため部屋の全力士が休場となりこの場所も優勝戦線から離脱することとなった。
2023年1月場所は6日目に3敗を喫するなど前半は可も不可もない星取りであったが、そこから追い上げて千秋楽に10勝目を挙げ、場所は10勝5敗で自身初の幕内2桁白星。
しかし2023年3月場所、5月場所と続いて4勝11敗と大敗に終わってしまい、7月場所では東十両3枚目と2021年11月場所ぶりの十両としての土俵となった。場所前の大相撲の七夕企画では「八山本」と勝ち越しを祈願した（後述）が、皮肉にも場所5日目、協会に「左膝内障で約2週間の安静加療を要する見込み」との診断書を提出して休場する羽目となった。しかし最後まで休場してこの場所を0勝で終えれば9月場所での幕下陥落の恐れがあるため、中日からの再出場が決定。最終的には再出場後4勝し、4勝9敗2休で取り終えた。西十両7枚目で迎えた9月場所は13勝2敗で2度目の十両優勝を果たした。
西前頭14枚目で再入幕となった11月場所は自己最速となる9日目に幕内での勝ち越しを決めた。この場所の幕内で最速の勝ち越しとなっただけでなくこの時点で優勝争いの首位に立っている。その後も終盤まで優勝争いに加わり、千秋楽の金峰山戦で勝って11勝目を挙げればという条件付きで敢闘賞を獲得することとなった。千秋楽は勝って受賞を決め、受賞の際には「（条件付き受賞を知っていたかに）それはもちろん。トロフィーは一生の宝物にしたい」と喜んだ。2025年1月場所は自己最高位を東前頭7枚目まで更新、9日目まで6勝3敗と白星先行の後10日目からの3連敗で五分の星となるが、13日目に若元春、千秋楽に若隆景を破り8勝7敗で勝ち越し。3月場所は更に自己最高位を更新する西前頭4枚目に番付を上げ、初の結びの一番かつ初の横綱との対戦となる9日目、豊昇龍との一番にすくい投げで勝利し、北海道出身力士としては1984年11月場所の保志（現・八角理事長）以来となる金星を挙げた。

## 取り口
長いリーチを生かしたスピードのある鋭い突き押しが持ち味。公務員時代に子供たちを相手に相撲のコーチをしていた経験から培った相撲の基本に忠実な取り口も武器。2018年9月場所前の雑誌の記事によると、兄弟子の松鳳山は「相手をよく見て相撲を取れている。相手が見えない時には引いて負けているけどね。センスがあるし、基本的に物おじしない。いずれ（関取に）上がるでしょう」と勝負度胸の良さを評価していた。2022年5月場所中の記事によると、横に動かれた時の対応力が持ち味であると見られる。同年7月場所中には「一山本が先場所(5月場所)あたりから相撲内容が激しくなって、前に出る取り口が目立ちます。阿炎に体つきも相撲もそっくりと言ってよいほどです。うまく育つと面白い存在になるかもしれません」と北の富士に評された。

## 人物・エピソード
- 角界入り後の陽気なキャラとは裏腹に、大学時代は人見知りで友達が出来なかった[32]。
- 枝豆ご飯が好き。白米は苦手だが味がついていれば問題ないとのこと。
- 幕内昇進を機に地元の岩内町のデザイナーがデザインした岩内町のキャラクター「たら丸」の描かれた化粧廻しを贈られた[33]。
- アイリは一山本の人柄を「いつもニコニコ笑っているんです」と評している[34]。
- 2022年の大相撲の七夕企画では「八山本」と自身の四股名と「8勝=勝ち越し」を掛けた祈願を行った[35]。2023年も同様[36]。
- 協会公式プロフィールによると好きなアーティストはジェニーハイ。好物は枝豆。趣味はナノブロック。好きな漫画は宇宙兄弟[37]。
- 学生時代から1学年下の若隆景の大ファンであると公言しているが、若隆景にはそのあまりの熱狂ぶりを気持ち悪がられているらしい[38]。
- 2024年7月場所終了時点では北海道出身者として唯一の現役幕内力士である縁から、8月17日の夏巡業札幌場所が終了した後には、札幌東署の一日警察署長に任命された[39]。

## 主な成績
2025年7月場所終了現在

### 通算成績
- 通算成績：310勝252敗28休（51場所）
- 通算勝率：.552
  - 幕内成績：143勝171敗6休（22場所）
  - 幕内勝率：.455
  - 十両成績：68勝37敗15休（8場所）
  - 十両勝率：.648
  - 幕下成績：70勝42敗7休（17場所）
  - 幕下勝率：.625
  - 三段目成績：6勝1敗（1場所）
  - 三段目勝率：.857
  - 序二段成績：6勝1敗（1場所）
  - 序二段勝率：.857
  - 序ノ口成績：7勝0敗（1場所）
  - 序ノ口勝率：1.000

### 各段在位場所数
2025年7月場所終了現在
- 通算在位：51場所
  - 幕内在位：22場所
    - 平幕在位：22場所

  - 十両在位：8場所
  - 幕下在位：17場所
  - 三段目在位：1場所
  - 序二段在位：1場所
  - 序ノ口在位：1場所
  - 前相撲在位：1場所

### 各段優勝
- 十両優勝：2回（2021年11月場所、2023年9月場所）
- 序ノ口優勝：1回（2017年3月場所）

### 三賞・金星
- 三賞
  - 敢闘賞：1回（2023年11月場所）
- 金星：1個
  - 豊昇龍：1個（2025年3月場所）

### 場所別成績
| | 一月場所 初場所（東京） | 三月場所 春場所（大阪） | 五月場所 夏場所（東京） | 七月場所 名古屋場所（愛知） | 九月場所 秋場所（東京） | 十一月場所 九州場所（福岡） |
| --- | ----------------------- | ----------------------- | ----------------------- | --------------------------- | ----------------------- | --------------------------- |
| 2017年 （平成29年） | （前相撲）              | 東序ノ口15枚目 優勝 7–0 | 東序二段10枚目 6–1      | 東三段目49枚目 6–1          | 西幕下57枚目 6–1        | 東幕下26枚目 4–3            |
| 2018年 （平成30年） | 東幕下21枚目 5–2        | 東幕下11枚目 5–2        | 東幕下5枚目 4–3         | 東幕下3枚目 3–4             | 西幕下5枚目 1–6         | 西幕下26枚目 4–3            |
| 2019年 （平成31年 /令和元年） | 西幕下19枚目 4–3        | 東幕下13枚目 6–1        | 東幕下3枚目 5–2         | 東十両13枚目 9–6            | 東十両9枚目 9–6         | 西十両6枚目 0–2–13          |
| 2020年 （令和2年） | 東幕下5枚目 休場 0–0–7  | 西幕下45枚目 5–2        | 感染症拡大 により中止   | 西幕下28枚目 5–2            | 西幕下13枚目 4–3        | 西幕下8枚目 5–2             |
| 2021年 （令和3年） | 西幕下3枚目 4–3         | 西十両14枚目 10–5       | 東十両8枚目 10–5        | 東前頭17枚目 8–7            | 東前頭15枚目 4–11       | 西十両4枚目 優勝 13–2       |
| 2022年 （令和4年） | 西前頭14枚目 5–10       | 西前頭17枚目 8–7        | 西前頭15枚目 8–7        | 東前頭13枚目 6–3–6          | 東前頭13枚目 6–9        | 東前頭14枚目 7–8            |
| 2023年 （令和5年） | 東前頭14枚目 10–5       | 東前頭8枚目 4–11        | 東前頭15枚目 4–11       | 東十両3枚目 4–9–2           | 西十両7枚目 優勝 13–2   | 西前頭14枚目 11–4 敢        |
| 2024年 （令和6年） | 東前頭7枚目 5–10        | 東前頭11枚目 7–8        | 東前頭12枚目 8–7        | 東前頭11枚目 8–7            | 東前頭9枚目 7–8         | 東前頭10枚目 8–7            |
| 2025年 （令和7年） | 西前頭6枚目 8–7         | 西前頭4枚目 7–8 ★       | 西前頭4枚目 5–10        | 西前頭8枚目 9–6             | x                       | x                           |
| 各欄の数字は、「勝ち-負け-休場」を示す。 優勝 引退 休場 十両 幕下 三賞：敢=敢闘賞、殊=殊勲賞、技=技能賞 その他：★=金星 番付階級：幕内 - 十両 - 幕下 - 三段目 - 序二段 - 序ノ口 幕内序列：横綱 - 大関 - 関脇 - 小結 - 前頭（「#数字」は各位内の序列） |                         |                         |                         |                             |                         |                             |

## 合い口
いずれも2025年7月場所終了時点
（以下は横綱・大関の現役力士）
- 横綱・豊昇龍には1勝1敗。2025年3月場所9日目に初顔合わせで自身初となる金星を獲得した。
- 横綱・大の里には3敗。大の里の横綱昇進後は1敗。
- 大関・琴櫻には1勝3敗。琴櫻の大関昇進後は1勝1敗。
- 元大関・髙安には2勝5敗。
- 元大関・朝乃山には1勝2敗。
- 元大関・御嶽海には3勝1敗。
- 元大関・正代には3勝。
- 元大関・霧島には2敗。

（以下は横綱・大関の引退力士）
- 元大関・栃ノ心には2勝3敗。

### 幕内対戦成績
| 力士名   | 勝数 | 負数 | 力士名   | 勝数 | 負数 | 力士名   | 勝数 | 負数 | 力士名   | 勝数 | 負数 |
| -------- | ---- | ---- | -------- | ---- | ---- | -------- | ---- | ---- | -------- | ---- | ---- |
| 碧山     | 3    | 2    | 安青錦   | 0    | 1    | 天空海   | 1    | 0    | 朝乃山   | 1    | 2    |
| 東龍     | 1    | 2    | 熱海富士 | 2    | 0    | 阿炎     | 0    | 2    | 石浦     | 1    | 1    |
| 宇良     | 2    | 5    | 遠藤     | 1    | 6    | 欧勝馬   | 4    | 1    | 阿武剋   | 0    | 2    |
| 阿武咲   | 0    | 2    | 王鵬     | 2    | 4    | 大の里   | 0    | 3    | 隠岐の海 | 3    | 1    |
| 魁聖     | 1    | 1    | 輝       | 4    | 2    | 北の若   | 2    | 1    | 霧島     | 0    | 2    |
| 金峰山   | 2    | 2    | 荒篤山   | 1    | 1    | 豪ノ山   | 3    | 1    | 琴恵光   | 1    | 6    |
| 琴櫻     | 1    | 3    | 琴勝峰   | 4    | 5    | 佐田の海 | 6    | 4    | 志摩ノ海 | 0    | 2    |
| 正代     | 3    | 0    | 湘南乃海 | 3    | 3    | 大奄美   | 2    | 1    | 大栄翔   | 0    | 3    |
| 大翔鵬   | 0    | 1    | 隆の勝   | 1    | 4    | 髙安     | 2    | 5    | 宝富士   | 5    | 8    |
| 尊富士   | 1    | 4    | 玉鷲     | 3    | 5    | 美ノ海   | 5    | 2    | 千代翔馬 | 6    | 3    |
| 千代大龍 | 3    | 2    | 千代ノ皇 | 2    | 0    | 千代の国 | 1    | 2    | 千代丸   | 3    | 2    |
| 剣翔     | 8    | 1    | 照強     | 4    | 2    | 東白龍   | 1    | 0    | 時疾風   | 0    | 2    |
| 德勝龍   | 1    | 0    | 栃ノ心   | 2    | 3    | 翔猿     | 1    | 5    | 友風     | 1    | 2    |
| 錦木     | 3    | 3    | 錦富士   | 4    | 4(1) | 伯桜鵬   | 0    | 1    | 平戸海   | 5    | 5    |
| 藤ノ川   | 0    | 1    | 武将山   | 1    | 1    | 豊昇龍   | 1    | 1    | 北青鵬   | 0    | 1    |
| 北勝富士 | 4    | 2    | 御嶽海   | 3    | 1    | 水戸龍   | 3(1) | 1    | 翠富士   | 3    | 3    |
| 妙義龍   | 4    | 3    | 明生     | 1    | 3    | 豊山     | 2    | 3    | 竜電     | 5    | 2    |
| 狼雅     | 3    | 3    | 若隆景   | 2    | 1    | 若元春   | 1    | 3    |          |      |      |

（カッコ内は勝数、負数の中に占める不戦勝、不戦敗の数。太字は2025年7月場所終了現在、現役力士）

## 改名歴
- 一山本 大生（いちやまもと だいき） 2017年1月場所 -